# Sommet de Vienne
Ne doit pas être confondu avec Conférence de Vienne, Traité de Vienne ou Congrès de Vienne.
 (avril 2025).
Le sommet de Vienne est une rencontre diplomatique qui s’est tenu les 3 et 4 juin 1961 entre le président américain John F. Kennedy et le dirigeant soviétique Nikita Khrouchtchev, durant la Guerre froide. Les deux hommes ont abordé plusieurs sujets clés, notamment la situation à Berlin (divisée depuis la fin de la Seconde Guerre mondiale) et la course aux armements nucléaires. Le sommet se conclut sans avancée concrète, renforçant les tensions entre les deux blocs. Peu de temps après, l’échec du dialogue à Vienne mena à la construction du mur de Berlin en août 1961, marquant un tournant dans la confrontation entre les deux super puissances.